# Lista de aeroportos da Região Norte do Brasil
Esta é uma lista dos principais aeroportos da região norte do Brasil.
A seguir está uma lista dos principais aeroportos da região norte do  Brasil, separados por estados, constando nome oficial e/ou nome pelo qual são conhecidos, a sigla IATA e/ou o código ICAO.

## Acre
Infraero
- Aeroporto Internacional de Cruzeiro do Sul (CZS/SBCZ) - Cruzeiro do Sul
- Aeroporto Internacional Presidente Médici (RBR/SBRB) - Rio Branco

Municipais
- Aeroporto de Brasileia (SWBS) - Brasileia
- Aeroporto de Feijó (FEJ/SWFJ) - Feijó
- Aeroporto de Santa Rosa do Purus (SDOE) - Santa Rosa do Purus
- Aeroporto de Sena Madureira (SBRB) - Sena Madureira
- Aeroporto de Tarauacá (TRQ/SBTK) - Tarauacá
- Aeroporto de Xapuri - Xapuri

## Amapá
Infraero
- Aeroporto Internacional de Macapá (MCP/SBMQ) - Macapá

Municipais
- Aeroporto de Amapá (SBAM) - Amapá
- Aeroporto de Calçoene (SNCC) - Calçoene
- Aeroporto de Oiapoque (SBOI) - Oiapoque
- Aeroporto de Porto Grande (SNPG) - Porto Grande

## Amazonas
Infraero
- Aeroporto de Tefé (TFF/SBTF) - Tefé
- Aeroporto Internacional de Tabatinga (TBT/SBTT) - Tabatinga
- Aeroporto Internacional Eduardo Gomes (MAO/SBEG) - Manaus
- Aeroporto Regional de Parintins (PIN/SWPI) - Parintins

Municipais
- Aeroporto das Flores (SWFN) - Manaus
- Aeroporto de Apuí (SWYN) - Apuí
- Aeroporto Palmeiras do Javali (SWJV) - Atalaia do Norte
- Aeroporto de Barcelos (BAZ/SWBC) - Barcelos
- Aeroporto de Barreirinha (SWBI) - Barreirinha
- Aeroporto Novo Campo (SWNK) - Boca do Acre
- Aeroporto de Borba (SWBR) - Borba
- Aeroporto de Coari (CIZ/SWKO) - Coari
- Aeroporto de Carauari (CAF/SWCA) - Carauari
- Aeroporto Amaury Feitosa Tomaz (ERN/SWEI) - Eirunepé
- Aeroporto de Fonte Boa (***/SWOB) - Fonte Boa
- Aeroporto de Humaitá (HIA/SWHT) - Humaitá
- Aeroporto de Itacoatiara (SBIC) - Itacoatiara
- Aeroporto Bittencourt (SWJP) - Japurá
- Aeroporto de Lábrea (LBR/SWLB) - Lábrea
- Aeroporto de Manicoré (MNX/SWMY) - Manicoré
- Aeroporto de Maués (MBZ/SWMW) - Maués
- Aeroporto de Moura (SWOW) - Moura
- Aeroporto de Nova Olinda do Norte (SWNO) - Nova Olinda do Norte
- Aeroporto de Novo Aripuanã (SWNA) - Novo Aripuanã
- Aeroporto de Pauini (SWUI) - Pauini
- Aeroporto Ipiranga (SWII) - Santo Antônio do Içá
- Aeroporto de São Gabriel da Cachoeira (SJL/SBUA) - São Gabriel da Cachoeira
- Aeroporto de Tapuruquara (***/SWTP) - Santa Isabel do Rio Negro
- Aeroporto de Urucará (SWKK) - Urucará
- Aeroporto Senadora Eunice Michiles (***/SDCG) - São Paulo de Olivença

## Pará
Infraero
- Aeroporto de Altamira (ATM/SBHT) - Altamira
- Aeroporto Internacional de Belém - Júlio Cezar Ribeiro (BEL/SBBE) - Belém
- Aeroporto de Belém - Brigadeiro Protásio de Oliveira (SBJC) - Belém
- Aeroporto de Marabá (MAB/SBMA) - Marabá
- Aeroporto de Carajás (CKS/SBCJ) - Parauapebas
- Aeroporto Internacional de Santarém - Maestro Wilson Fonseca - (STM/SBSN) - Santarém

Municipais
- Aeroporto de Alenquer (ALT/SDWQ) - Alenquer
- Aeroporto de Almeirim (SNYA) - Almeirim
- Aeroporto de Baião (SNBW) - Baião
- Aeroporto de Belterra (SNEL) - Belterra
- Aeroporto de Breves (BVS/SNVS) - Breves
- Aeroporto de Cametá (CMT) - Cametá
- Aeroporto de Chaves (CHV/SNXW) - Chaves
- Aeroporto de Conceição do Araguaia (CDJ/SBAA) - Conceição do Araguaia
- Aeroporto de Cumaru do Norte (SNGR) - Cumaru do Norte
- Aeroporto de Dom Eliseu (SJTZ) - Dom Eliseu
- Aeroporto de Gurupá (SNGU) - Gurupá
- Aeroporto de Itaituba (ITB/SNQW) - Itaituba
- Aeroporto de Jacareacanga (JCR/SBEK) - Jacareacanga
- Aeroporto de Juruti (JTR/SNRJ) - Juruti
- Aeroporto de Monte Alegre (MTE/SNMA) - Monte Alegre
- Aeroporto de Monte Dourado (MEU/SBMD) - Almeirim
- Aeroporto de Novo Progresso (NPR/SJNP) - Novo Progresso
- Aeroporto de Óbidos (OBI/SNTI) - Óbidos
- Aeroporto de Oriximiná (ORX/SNOX) - Oriximiná
- [eroporto de Ourilândia do Norte (OIA/SDOW) - Ourilândia do Norte
- Aeroporto de Paragominas (SNEB) - Paragominas
- Aeroporto de Porto de Moz (PTQ/SNMZ) - Porto de Moz
- Aeroporto de Porto Trombetas (TMB/SBTB) - Oriximiná
- Aeroporto de Prainha (SNIN) - Prainha
- Aeroporto de Redenção (RDC/SNDC) - Redenção
- Aeroporto de Rurópolis (SNDB) - Rurópolis
- Aeroporto de Salinópolis (SNSM) - Salinópolis
- Aeroporto de Santana do Araguaia (CMP/SNKE) Santana do Araguaia
- Aeroporto de São Félix do Xingu (SXX/SNFX) - São Félix do Xingu
- Aeroporto de Soure (SFK/SNSW) - Soure
- Aeroporto de Terra Santa (SJTS) - Terra Santa
- Aeroporto de Tomé-Açu (SSYI) - Tomé-Açu
- Aeroporto de Tucumã (TUZ) - Tucumã
- Aeroporto de Tucuruí (TUR/SBTU) - Tucuruí
- Aeroporto de Xinguara (XIG) - Xinguara

## Rondônia
Infraero
- Aeroporto Internacional Governador Jorge Teixeira (PVH/SBPV) - Porto Velho

Municipais
- Aeroporto de Ariquemes - Ariquemes
- Aeroporto Nova Vida (SWNI) - Ariquemes
- Aeroporto Tabajara (SWTB) - Ariquemes
- Aeroporto Brigadeiro Camarão (BVH/SBVH) - Vilhena
- Aeroporto de Cacoal (OAL/SWKK) - Cacoal
- Aeroporto de Costa Marques (SWCQ) - Costa Marques
- Aeroporto de Guajará-Mirim (GJM/SBGM) - Guajará-Mirim
- Aeroporto de Ji-Paraná (JPR/SWJI) - Ji-Paraná
- Aeroporto de Pimenta Bueno (SWPM) - Pimenta Bueno

## Roraima
Infraero
- Aeroporto Internacional de Boa Vista - Atlas Brasil (BVB/SBBV) - Boa Vista

Municipais
- Aeroporto Surucucu (SWUQ) - Alto Alegre
- Aeroporto Uaicas (SWAE) - Alto Alegre
- Aeroporto Auaris (SWBV) - Amajari
- Aeroporto de Caracaraí (**/SBQI) - Caracaraí
- Aeroporto de Mucajaí (SWMV) - Mucajaí
- Aeroporto de Pacaraima (SWMU) - Pacaraima

## Tocantins
Infraero
- Aeroporto de Palmas (PMW/SBPJ) - Palmas

Municipais
- Aeroporto de Araguacema (SJGC) - Araguacema
- Aeroporto de Araguaína (AUX/SWGN) - Araguaína
- Aeroporto de Araguatins (SJCU) - Araguatins
- Aeroporto de Arraias (SWRA) - Arraias
- Aeroporto de Brejinho de Nazaré (SWBH) - Brejinho de Nazaré
- Aeroporto de Santa Isabel do Morro (IDO/SWIY) - Cristalândia
- Aeroporto de Dianópolis (SWDN) - Dianópolis
- Aeroporto de Gurupi (GRP/SWGI) - Gurupi
- Aeroporto de Paraíso do Tocantins (SWTO) - Paraíso do Tocantins
- Aeroporto de Paranã (SWPN) - Paranã
- Aeroporto de Pedro Afonso (SWPA) - Pedro Afonso
- Aeroporto Dois Irmãos (SWDI) - Peixe
- Aeroporto de Porto Nacional (PNB/SBPN) - Porto Nacional
- Aeroporto de Taguatinga (SWTY) - Taguatinga
- Aeroporto de Tocantínia (SWTC) - Tocantínia